# Old Time Rock and Roll
Old Time Rock and Roll é uma canção escrita por George Jackson e Thomas E. Jones III, com letras não creditadas por Bob Seger.
Foi originalmente gravada por Seger para o seu álbum de 1978 Stranger in Town. Também foi lançado como um single em 1979. 
É um olhar sentimentalizado para o passado da música da era original rock'n'roll e tem sido frequentemente reverenciada como a música favorita de Seger. A música ganhou popularidade renovada depois de aparecer no filme de 1983 Risky Business. Desde então, tornou-se um padrão na música popular e ficou em segundo lugar na pesquisa da Amusement & Music Operators Association's survey of the Top 40 Jukebox Singles of All Time em 1996. Também foi listado como uma das Songs of the Century em 2001 e ficou em 100º lugar no 100 Years... 100 Songs pesquisa feita em 2004 das principais músicas do cinema americano.